# Karen Barad
Karen Barad (* 29. April 1956) (Pronomen: they/them) ist Hochschullehrperson für Feministische Studien, Philosophie und Geistesgeschichte an der University of California, Santa Cruz.

## Wissenschaftliche Laufbahn
Barad studierte an der Brandeis University und wurde an der Stony Brook University, Teil der State University of New York, für Arbeiten im Bereich der theoretischen Teilchenphysik und Quantenfeldtheorie promoviert. Von 1999 bis 2005 war Barad Professor of Women's Studies and Philosophy am Mount Holyoke College in Massachusetts und ist seit 2005 Professor of Feminist Studies an der University of California, Santa Cruz. Barad berät zudem die feministischen wissenschaftlichen Fachzeitschriften Catalyst: Feminism, Theory, Technoscience und Signs: Journal of Women in Culture and Society.

## Forschung und Konzepte
Barads Forschungsschwerpunkte sind Feministische Theorie, Theoretische Physik, Philosophie der Physik, Quantenmechanik, Epistemologie, Ontologie, Cultural Studies of Science und Feminist Science Studies.

Barads feministische Rahmenkonzeption des Agentiellen Realismus (agential realism) postuliert die Untrennbarkeit von Sein und Wissen. Barad stellt damit die abendländische wissenschaftlich-disziplinäre Trennung von Erkenntnistheorie (Epistemologie) und der Lehre vom Sein (Ontologie) in Frage. Einen zentralen Stellenwert in Barads Denken nehmen die quantenmechanischen Überlegungen von Niels Bohr ein, über die Barad zu einer relationalen Ontologie gelangt, die mit der Vorstellung bricht, dass Relata ihren Relationen vorausgehen. Barad illustriert diesen Gedanken anhand des Neologismus „Intra-Aktion“ (intra-action). Im Gegensatz zum Begriff der Interaktion, der die Existenz von unabhängigen und abgeschlossenen Entitäten voraussetzt, die miteinander interagieren, verweist Intra-Aktion auf die wechselseitige Hervorbringung miteinander verschränkter Agenzien. Aus diesen Überlegungen folgt für Barad, dass es keine stabile, von der Praxis der Beobachtung unabhängige Realität gibt, vielmehr gehen Phänomene mitsamt ihren jeweils spezifischen Eigenschaften und Grenzen erst aus Intra-Aktionen hervor. Materie ist für Barad folglich keine passive Substanz, sondern als prozesshaft zu begreifen.
„On an agential realist account, matter does not refer to a fixed substance; rather, matter is substance in its intra-active becoming—not a thing, but a doing, a congealing of agency. Matter is a stabilizing and destabilizing process of iterative intra-activity. Phenomena—the smallest material units relational 'atoms')—come to matter through this process of ongoing intra-activity.“
Eines der wichtigsten Konzepte, die Barad entwickelt, ist das des „Apparats“ (apparatus). In Barads Verständnis sind Apparate weder statische Objekte noch Strukturen oder Anordnungen, die einen bestimmten Platz in der Welt einnehmen, sondern materielle Rekonfigurationen der Welt.
„Apparatuses are not inscription devices, scientific instruments set in place before the action happens, or machines that mediate the dialectic of resistance and accommodation. They are neither neutral probes of the natural world nor structures that deterministically impose some particular outcome [...] appratuses are not mere static arrangements in the world, but rather apparatuses are dynamic (re)configurations of the world, specific agential practices/intra-actions/performances through which specific exclusionary boundaries are enacted.“
Barads Begriff des Apparats baut nicht nur auf Bohrs Verständnis von Apparaten als physikalisch-konzeptionelle Vorrichtungen auf, sondern auch auf Michel Foucaults Konzept des Dispositivs („apparatus“ in der englischsprachigen Übersetzung) und einer posthumanistischen Lesart von Judith Butlers Performativitätstheorie, die Subjektivierung als einen iterativen und kontingenten Prozess begreift. Anders als in der Akteur-Netzwerk-Theorie von Bruno Latour verweist Barads Verständnis von Apparaten folglich nicht auf einen Verbund von Menschen und nichtmenschlichen Wesen. Apparate bilden nicht Differenz ab, sondern sind als grenzziehende Praktiken vielmehr die Bedingung der Möglichkeit von Differenz und Objektivität.

## Schriften
- (de) 2023: TransMaterialitäten. Trans*/Materie/Realitäten und queere politische Imaginationen. Aus dem Englischen von Paweł Piszczatowski. In: Transpositiones (2023), Volume 02, S. 13–52.
- (en) 2019: After the End of the World: Entangled Nuclear Colonialism, Matters of Force, and the Material Force of Justice. In: Theory & Event 22 (3): 524–550. ISSN 1092-311X.
- (en) 2017: Troubling Time/s and Ecologies of Nothingness: Re-Turning, Re-Membering, and Facing the Incalculable. In: New Formations 92: 65–86.  doi:10.3898/NEWF:92.05.2017
- (de) 2015: Verschränkungen. Aus dem Englischen übersetzt von Jennifer Sophia Theodor. Merve, Berlin, ISBN 978-3-88396-353-2.
- (en) 2014: Diffracting Diffraction: Cutting Together-Apart. In: Parallax 20 (3): 168–187. doi:10.1080/13534645.2014.927623
- (de) 2013: Diffraktionen: Differenzen, Kontingenzen und Verschränkungen von Gewicht. In: Corinna Bath, Hanna Meißner, Stephan Trinkhaus, Susanne Völker (Hrsg.): Geschlechter Interferenzen: Wissensformen - Subjektivierungsweisen - Materialisierungen. Lit, Berlin/Münster 2013, ISBN 978-3-643-10904-0, S. 27–68.
- (de) 2012: Agentieller Realismus. Über die Bedeutung materiell-diskursiver Praktiken. Aus dem Englischen von Jürgen Schröder. Suhrkamp, Berlin 2012, ISBN 978-3-518-26045-6.
- (en/de) 2012: What is the Measure of Nothingness? Infinity, Virtuality, Justice / Was ist das Maß des Nichts? Unendlichkeit, Virtualität, Gerechtigkeit. Cantz, Ostfildern 2012, ISBN 978-3-7757-3129-4.
- (en) 2012: On Touching - The Inhuman That Therefore I Am. In: differences: A Journal of Feminist Cultural Studies, 23(3): 206-223.
- (en) 2012: Nature's Queer Performativity. In: Kvinder, Køn og forskning / Women, Gender and Research, Copenhagen, No. 1-2 (2012) Feminist Materialisms, pp. 25-53.
- (en) 2010: Quantum Entanglements and Hauntological Relations of Inheritance: Dis/continuities, SpaceTime Enfoldings, and Justice-to-Come. In: Derrida Today, Nov 2010, Vol. 3, No. 2, 240-268.
- (en) 2008: Queer Causation and the Ethics of Mattering. In: Queering the Non/Human, edited by Noreen Giffney and Myra J. Hird. Ashgate Press (Queer Interventions Book Series), 2008. ISBN 978-0-7546-7128-2.
- (en) 2008: Schrödinger’s Cat. In: Bits of Life: Feminism and the New Cultures of Media and Technoscience, edited by Anneke Smelik and Nina Lykke. Seattle: University of Washington Press, 2008. ISBN 978-0-295-99033-0.
- (en) 2007: Meeting the Universe Halfway. Quantum Physics and the Entanglement of Matter and Meaning. Duke University Press, 2007. ISBN 978-0-8223-3901-4, ISBN 978-0-8223-3917-5.
- (en) 2003: Posthumanist Performativity. Toward an Understanding of How Matter Comes to Matter. In: Signs. Journal of Women in Culture and Society. Band 28, Nr. 3, Spring 2003.
- (en) 2001: Re(con)figuring Space, Time, and Matter. In: Marianne DeKoven (Hrsg.): Feminist Locations: Global and Local, Theory and Practice. Rutgers University Press, New Brunswick 2001, ISBN 0-8135-2922-0. ISBN 0-8135-2923-9.
- (en) 2001: Performing Culture / Performing Nature: Using the Piezoelectric Crystal of Ultrasound Technologies as a Transducer Between Science Studies and Queer Theories. In: Christina Lammar (Hrsg.): Digital Anatomy. Turia & Kant, Vienna 2001, ISBN 3-85132-293-2.
- (en) 1998: Getting Real: Technoscientific Practices and the Materialization of Reality. In: differences: A Journal of Feminist Cultural Studies 10 (2): 87–128. https://doi.org/10.1215/10407391-10-2-87

## Interviews
- Intra-active Entanglements - An Interview with Karen Barad (2012), by Malou Juelskjær and Nete Schwennesen. In: Kvinder, Køn og forskning / Women, Gender and Research (Copenhagen) 1-2, S. 10–24.
- Interview of Karen Barad (2012), by Adam Kleinmann. In: Special dOCUMENTA (13) Issue of Mousse Magazine (Milan, Italy), Summer 2012.